# 대한민국-케냐 관계
대한민국과 케냐 관계는 1964년 2월로 거슬러 올라간다. 2012년에는 9,400명의 한국인이 케냐를 방문했다. 이로 인해 한국은 인도, 중국, 일본에 이어 아시아에서 케냐까지 네 번째로 많은 방문객을 맞이하게 되었다.

## 국빈 방문
2016년에 박근혜 전 대통령은 아프리카 순방의 일환으로 케냐를 국빈 방문했다.
양국 관계 개선은 물론 다양한 분야의 협력 증진을 위한 수많은 협정이 체결됐다.
2018년 이낙연 국무총리가 케냐를 방문했다. 그는 우후루 케냐타 대통령과 회담을 가졌다. 그들은 양국 관계의 심화와 무역 증대에 대해 논의했다.
2012년, 김황식 국무총리가 케냐를 방문했다. 그는 음와이 키바키 대통령, 라일라 오딩가 총리와 회담을 가졌다.
라일라 오딩가 총리도 2012년 한국을 방문했다. 그는 김황식 국무총리와 회담을 가졌다.
2022년 11월, 윌리엄 루토 대통령은 한국을 국빈 방문했다. 그는 윤석열 대통령과 회담을 가졌다.

## 무역
양국 간 상호교역은 302억 달러(약 3억3000만 달러) 규모다. 케냐가 한국에 수출하는 물품은 약 27억4000만 달러(약 3000만 달러)에 달한다. 한국은 케냐에 약 274억 달러(3억 달러)어치의 상품을 수출한다. 2009년 케냐가 한국에 약 9000만 달러(100만 달러)어치의 커피를 수출했고, 2013년에는 5억4000만 달러(600만 달러)로 늘었다.
케냐에서 한국으로의 주요 수출품은 담배, 커피, 고철, 원석, 화분, 향신료, 생선, 목제품, 수공예품, 맥주 등이다.
한국에서 케냐로 수출하는 주요 품목은 철강, 플라스틱, 전기기계, ICT 장비, 화학제품, 고무제품, 제약, 자동차 등이다.
양국은 무역 개선, 보조금 및 개발 지원 감독, 케냐와 한국에 대한 투자 촉진 및 보호, 이중과세 회피에 관한 양해각서(MOU)와 협정을 체결했다.

### FDI 및 인프라
삼성, LG, 현대와 같은 많은 한국 기업들은 나이로비에 지역 본부를 유지하고 있다. 삼성은 케냐에 TV 조립 공장을 설립할 계획을 발표했다. 2012년 대우건설은 케냐 킬리피 현에 발전소를 건설하는 데 1190억 달러(약 13억 달러) 규모의 계약을 체결했다.

## 외교 공관
대한민국은 나이로비에 대사관을 두고 있다. 케냐에는 2007년 문을 연 서울에 대사관이 있다.

## 같이 보기
- 케냐의 대외 관계
- 대한민국의 대외 관계